# NGC 5719
NGC 5719 este o intermediate spiral galaxy⁠(d) situată în constelația Fecioara. A fost descoperită în 11 aprilie 1787 de către William Herschel. Se află la o distanță de 27,16 de megaparseci de Pământ.